# Comuna Bukoveț, Boureni
Bukoveț (în ucraineană Буковець) este o comună în raionul Boureni, regiunea Transcarpatia, Ucraina, formată din satele Bukoveț (reședința) și Potik.

## Demografie
Componența lingvistică a comunei Bukoveț
     Ucraineană (99,67%)
     Alte limbi (0,33%)
Conform recensământului din 2001, majoritatea populației comunei Bukoveț era vorbitoare de ucraineană (99,67%), existând în minoritate și vorbitori de alte limbi.